# Zminec
Zminec je naselje v Občini Škofja Loka. Nahaja se na začetku Poljanske doline.
Iz Zminca izhaja slovenski politik Ivan Oman.